# Otto Müller (Fußballspieler)
Otto Müller (* 13. Dezember 1926) ist ein ehemaliger deutscher Fußballspieler. 1960 spielte er für den SC Aufbau Magdeburg in der DDR-Oberliga, der höchsten Spielklasse im DDR-Fußball.

## Sportliche Laufbahn
Aus den wenigen Quellen über die Fußball-Laufbahn des Magdeburgers Otto Müller geht lediglich hervor, dass er ab 1952 für die damalige Betriebssportgemeinschaft (BSG) Motor Mitte Magdeburg, dem Vorläufer des 1. FC Magdeburg, in der zweitklassigen DDR-Liga spielte. Für die Saison 1952/53 sind vier Punktspieleinsätze angegeben. Für die Spielzeiten 1953/54 und 1954/55 gibt es keine Informationen. Erst von der Saison 1956 (Kalenderjahrspielzeit) sind verlässliche Angaben vorhanden. In dieser Spielzeit wurde er in der DDR-Liga in 20 von 26 Punktspielen eingesetzt. 1957 wurde die Fußballsektion der BSG Motor Mitte in den neu gegründeten SC Aufbau Magdeburg übernommen. Otto Müller blieb weiterhin Stammspieler und bestritt 1957 und 1958 jeweils 21 Punktspiele. Als der SC Aufbau in der Saison 1959 den Aufstieg in die DDR-Oberliga schaffte, war Müller mit 24 Punktspieleinsätzen dabei. Als die Oberligasaison 1960 begann, war Otto Müller bereits 33 Jahre alt, gehörte aber trotzdem noch zum Aufgebot der Magdeburger. Er wurde auch von Saisonbeginn an als linker Verteidiger eingesetzt und bestritt bis auf eine Begegnung nacheinander dreizehn Punktspiele. Danach beendete er seine Laufbahn als Leistungsfußballer.